# Love Letter (chanson)
Pour les articles homonymes, voir Love Letters.
Singles de BoA
Sweet Impact
(2007) Lose Your Mind
(2007)
Love Letter est le 24e single de BoA sorti sous le label Avex Trax le 26 septembre 2007 au Japon. Il atteint la 3e place du classement de l'Oricon et reste classé 8 semaines pour un total de 43 524 exemplaires vendus. Les chansons Love Letter, Diamond Heart et Beautiful Flowers se trouvent sur l'album The Face.

## Liste des titres
| 1. | Love Letter                                     |  |
| 2. | Diamond Heart                                   |  |
| 3. | Beautiful Flowers                               |  |
| 4. | Love Letter (Winter Acoustic Mix) (First Press) |  |
| 5. | Love Letter (instrumental)                      |  |
| 6. | Diamond Heart (instrumental)                    |  |
| 7. | Beautiful Flowers (instrumental)                |  |

| 1. | Love Letter (video clip) |  |